# Memória de acesso aleatório de vídeo

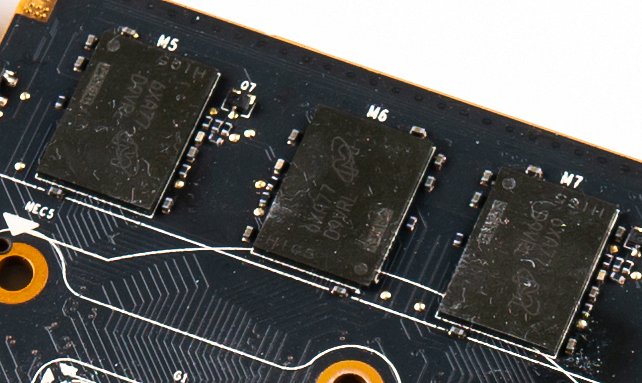
GDDR5X SDRAM em uma placa gráfica NVIDIA GorForce GTX 1080 Ti

Video random-access memory (VRAM) é uma memória de computador dedicada usada para armazenar pixels e outros dados gráficos como um framebuffer a ser renderizado em um monitor de computador. Freqüentemente, ela usa uma tecnologia diferente de outras memórias de computador, para ser lida rapidamente e exibida em uma tela.

## Relação com GPUs

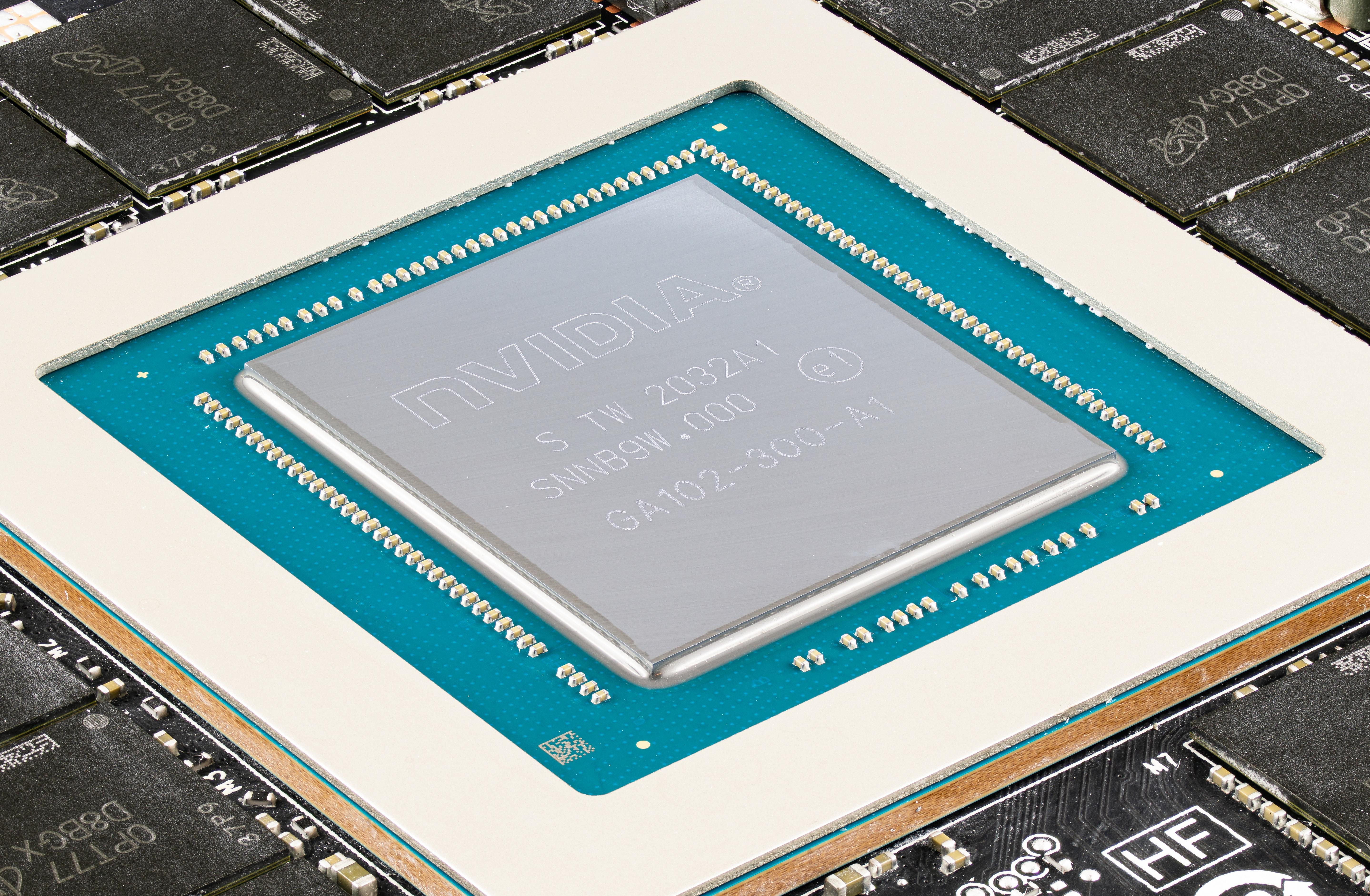
Uma matriz de GPU cercada por chips VRAM

Muitas GPUs modernas dependem de VRAM. Em contraste, diz-se que uma GPU que não usa VRAM e, em vez disso, depende da RAM do sistema, possui uma arquitetura de memória unificada ou memória gráfica compartilhada.
A RAM e a VRAM do sistema foram segregadas devido aos requisitos de largura de banda das GPUs, e para obter menor latência, uma vez que a VRAM está fisicamente mais próxima da matriz da GPU.
A VRAM moderna normalmente é encontrada em um pacote BGA soldado em uma placa gráfica. A VRAM é resfriada junto com a GPU pelo dissipador de calor da GPU.

## Tecnologias
- Dual-ported video RAM, usada na década de 1990 e na época frequentemente chamada de "VRAM"
- SGRAM
- GDDR SDRAM
- High Bandwidth Memory (HBM)[8]